# Grand Lake Towne
Grand Lake Towne és un poble dels Estats Units a l'estat d'Oklahoma. Segons el cens del 2000 tenia 65 habitants.

## Demografia
Segons el cens del 2000, Grand Lake Towne tenia 65 habitants, 31 habitatges, i 23 famílies. La densitat de població era de 167,3 habitants per km².
Dels 31 habitatges en un 19,4% hi vivien nens de menys de 18 anys, en un 71% hi vivien parelles casades, en un 0% dones solteres, i en un 25,8% no eren unitats familiars. En el 25,8% dels habitatges hi vivien persones soles el 6,5% de les quals corresponia a persones de 65 anys o més que vivien soles. El nombre mitjà de persones vivint en cada habitatge era de 2,1 i el nombre mitjà de persones que vivien en cada família era de 2,48.
Per edats la població es repartia de la següent manera: un 18,5% tenia menys de 18 anys, un 1,5% entre 18 i 24, un 13,8% entre 25 i 44, un 43,1% de 45 a 60 i un 23,1% 65 anys o més.
L'edat mediana era de 51 anys. Per cada 100 dones de 18 o més anys hi havia 103,8 homes.
La renda mediana per habitatge era de 39.792 $ i la renda mediana per família de 39.792 $. Els homes tenien una renda mediana de 35.000 $ mentre que les dones 31.250 $. La renda per capita de la població era de 30.824 $. Cap de les famílies estaven per davall del llindar de pobresa.

## Poblacions més properes
El següent diagrama mostra les poblacions més properes.